# ایوان بوشکو
ایوان بوشکو (انگلیسی: Ivan Boboshko; ۹ ژوئیهٔ ۱۹۳۰ – ۳ دسامبر ۲۰۱۲) بازیکن فوتبال، و سرمربی (فوتبال) اهل اتحاد جماهیر شوروی سوسیالیستی بود.
از باشگاه‌هایی که در آن بازی کرده‌است می‌توان به باشگاه فوتبال دنیپرو اشاره کرد.